# Cult Classic
Cult Classic – dwunasty album studyjny zespołu Blue Öyster Cult z czerwca 1994 roku. Album zawiera utwory zespołu nagrane w nowych aranżacjach. Zostało ponownie wydane przez inne wytwórnie pod tytułami Champions of Rock i E.T.I. Revisited odpowiednio w 1998 i 2004, za każdym razem z inną grafiką. Wersja zremasterowana tego albumu ukazała się 24 stycznia 2020 roku nakładem Frontiers Records.

## Lista utworów
| Nr  | Tytuł utworu                              | Długość |
| --- | ----------------------------------------- | ------- |
| 1.  | „Don't Fear the Reaper”                   | 5:05    |
| 2.  | „E.T.I. (Extra Terrestrial Intelligence)” | 5:13    |
| 3.  | „M.E. 262”                                | 3:08    |
| 4.  | „This Ain't the Summer of Love”           | 2:43    |
| 5.  | „Burning for You”                         | 4:27    |
| 6.  | „O.D.'d on Life Itself”                   | 4:52    |
| 7.  | „Flaming Telepaths”                       | 6:06    |
| 8.  | „Godzilla”                                | 3:40    |
| 9.  | „Astronomy”                               | 8:45    |
| 10. | „Cities on Flame with Rock 'n' Roll”      | 4:06    |
| 11. | „Harvester of Eyes”                       | 3:57    |
| 12. | „Buck's Boogie”                           | 6:51    |
| 13. | „Don't Fear the Reaper” (TV Mix)          | 5:06    |
| 14. | „Godzilla” (TV Mix)                       | 3:40    |
|     |                                           | 1:07:39 |

## Twórcy

### Skład
- Eric Bloom – śpiew, gitara rytmiczna (stun guitar), instrumenty klawiszowe, produkcja
- Donald "Buck Dharma" Roeser – gitara prowadząca, śpiew, instrumenty klawiszowe, produkcja
- Allen Lanier – gitary rytmiczne, instrumenty klawiszowe, dodatkowy wokal
- Jon Rogers – gitara basowa, dodatkowy wokal
- Chuck Burgi – perkusja, instrumenty perkusyjne

### Produkcja
- Jeff Kawalek - produkcja, inżynier
- Danny Madorski - inżynier
- Mick Gormaley - edycja cyfrowa
- Steve Schenck - produkcja